# Torrent de Sant Miquel (Vallès Occidental)
El torrent de Sant Miquel és un curs d'aigua del Vallès Occidental que neix a Sant Miquel de Gonteres i desemboca a la riera de Gaià.